# Mastigopelma
Mastigopelma, rod jetrenjarki iz porodice Lepidoziaceae. Postoji nekoliko priznatih vrsta

## Vrste
1. Mastigopelma bilobum Herzog
2. Mastigopelma flavescens (Sande Lac. ex Steph.) Steph.
3. Mastigopelma fragile (Steph.) N. Kitag.
4. Mastigopelma pulvinulatum (De Not.) Grolle
5. Mastigopelma simplex Mitt.